# گودی (رمان)
گودی (انگلیسی: The Lowland) نام دومین رمان جومپا لاهیری نویسنده هندی آمریکایی است که انتشارات آلفرد ای ناپ و راندوم هاوس آن را در سال ۲۰۱۳ منتشر کردند. رمان به داستان زندگی دو برادر به نام‌های سوبهاش و اودایان در دهه ۱۹۵۰ و ۶۰ میلادی در کلکته می‌پردازد که یکی به جنبش ناکزال هند می‌پیوند و دیگری به آمریکا مهاجرت می‌کند. رمان روایت نتیجه انتخاب این دو برادر را بازگو می‌کند.

رمان «گودی» برنده جایزه ۵۰ هزار دلاری دی‌اس‌سی برای ادبیات جنوب آسیا و نامزد جایزه بوکر، جایزه کتاب ملی و جایزه ادبیات داستانی زنان شده‌است. این رمان را امیرمهدی حقیقت به فارسی ترجمه کرده‌است.